# Protandrena cockerelli
Protandrena cockerelli är en biart som beskrevs av Dunning 1897. Protandrena cockerelli ingår i släktet Protandrena och familjen grävbin. Inga underarter finns listade i Catalogue of Life.